# Salvatore Garau
Salvatore Garau (Santa Giusta, 1953) è un pittore, artista e batterista italiano.
Le sue opere spesso riguardano argomenti come la protezione dell'ambiente e l'etica sociale.

## Biografia
Formatosi presso l'Accademia di belle arti di Firenze, dove consegue il diploma nel 1974, entra tre anni dopo nel gruppo rock degli Stormy Six, come batterista.
Nel 1984 esordisce come pittore presso lo Studio Cannaviello di Milano, e poi alla Galleria Gian Ferrari dedicandosi all'arte figurativa e ponendosi all'attenzione di Luciano Caramel e Enrico Crispolti.
Nel 2005 come provocazione per la tutela dell'ambiente dipinge un quadro di 200 mq su una pubblicità riciclata in PVC di una casa automobilistica, e la espone avvolgendo un palazzo del centro di Milano.
Nel 2003 Garau viene acquisito nella collezione permanente di uno dei più importanti musei per l'arte contemporanea, il Museo d'arte moderna di Saint-Étienne in Francia.
Nel 2009 Salvatore Garau e Michelangelo Pistoletto espongono insieme nella mostra "Di tanto mare. Salvatore Garau - Michelangelo Pistoletto".
Nel 2012 esordisce come scrittore con il romanzo Crudele amore mio, pubblicato da Newton & Compton nel formato ebook e ottiene buon successo di pubblico; l'anno successivo partecipa alla reunion degli Stormy Six, dalla quale nasce Benvenuti nel ghetto, in collaborazione con Moni Ovadia.

## Stile pittorico
Dopo un inizio accademico e figurativo, alla fine degli anni ottanta mette a punto un linguaggio evocativo, passionale e romantico, costruito su uno stile «liquido» dove dighe, piloni e condotti disegnati a grafite sono spesso protagonisti della composizione, dedicandosi in principio a opere solo in bianco e nero.

## Principali esposizioni
Nel 1974 alcune sue opere furono scelte per le decorazioni del nuovo Convitto Nazionale di Sassari.
Nel 1989 vince la 41ª edizione del Premio Michetti dal titolo Radici del Sud, dal Sud.
Nel 1999 partecipa alla Biennale di Venezia.
L'adesione al gruppo «Italian Factory» lo porta ad esporre nel 2003 all'omonimo evento collaterale della Biennale di Venezia a cura di Francesco Bonami e al Parlamento europeo a Strasburgo.
Dello stesso anno è una personale a Londra, mentre nel 2009 espone al Museo d'arte moderna di Saint-Étienne.
Nel 2009 una dei maggiori critici d'Europa, Lóránd Hegyi, decide di curare una grande esposizione di Garau e Schifano presso il Museo d'arte moderna di Saint-Étienne.
È di nuovo presente alla Biennale di Venezia nel 2011 a cura di Bice Curiger, presentato da Gavino Sanna, mentre l'anno successivo espone al Museo delle belle arti Emilio Caraffa di Cordoba, in Argentina.
Nel 2020 Salvatore Garau entra nella "Collezione Farnesina", Collezione Museale del Ministero Italiano degli Affari Esteri, e nelle Ambasciate Italiane del Brasile e della Sud Corea.
Nel 2021 espone una installazione immateriale davanti alla Borsa di New York titolata Afrodite che piange, come provocazione per la protezione dell'ambiente e critica all'utilizzo degli NFT nelle opere d'arte, con il patrocinio dell'Istituto di cultura del Ministero degli Esteri Italiano, a cui segue la vendita all'asta della prima opera inesistente Io sono (I am) battuta per €14,820 e la vendita all'asta dell'opera Davanti a te (In front of you) battuta per €27,120 nel 2021.

## Opere nei musei
Opere di Garau sono conservate da alcuni musei:
- Gallerie d'Italia - Milano di Milano[30]
- Museo d'arte moderna di Saint-Étienne di Francia[31]
- Collezione Farnesina, Collezione Museale del Ministero Italiano degli Affari Esteri[32]
- Ambasciata d'Italia a Seul, Corea del Sud
- Ambasciata d'Italia a Brasilia, Brasilia[33]
- PAC - Padiglione d'arte contemporanea di Milano[34]
- Fondazione Le Stelline di Milano[35]
- Museo d'arte contemporanea all'aperto di Maglione[36]
- Galleria civica di Modena[37]
- Museo Banco di Sardegna[38]
- MAPP - Museo d'arte Paolo Pini
- Collezione Banca di Sassari
- Collezione Ars, Fondazione di Sardegna[39]

## Installazioni
- Nel 2006 realizza in Sardegna l'installazione Ichthys Sacro Stagno, che prevedeva l'allagamento di tre chiese consacrate con l'inserimento di pesci degli stagni circostanti, poi rinseriti nel loro ambiente naturale[40].
- L'anguilla di Marte, scultura[41]
- Nel 2008 realizza Scultura nel cielo, un'installazione di grandi dimensioni in Corso Magenta a Milano[42].
- Nel 2023 con autorizzazione del Vaticano crea una pala d'altare contemporanea in una basilica consacrata del 1200 a lato di un'opera immateriale riconosciuta dall'Arcivescovo della diocesi.

## Pubblicazioni
- Crudele amore mio, Newton & Compton, 2012, ISBN 885414567X.